# Pablo de la Barra
Pablo de la Barra (Santiago de Xile, 1944) és un director de cinema xilè amb nacionalitat de Veneçuela.
Va estudiar teatre a la Universitat de Xile i després literatura a la Universitat de Califòrnia. El 1972 va treballar com a assistent de direcció a État de Siège de Costa-Gavras i com a actor a ¡Qué hacer!  d'Hugo Alarcón. Després del cop d'estat d'Augusto Pinochet contra el govern de Salvador Allende, en el que fou assassinat el seu germà, va fugir del seu país cap a Veneçuela. Allí va aconseguir acabar i muntar Queridos compañeros, que fou estrenada el 1977. També formà part de l'equip que va participar en La batalla de Chile (1975) de Patricio Guzmán. El 1988 va dirigir Aventurera, que fou guardonada al Festival Internacional de Cinema de l'Havana i fou nominada al Goya a la millor pel·lícula estrangera de parla hispana. No tornaria a dirigir cap altre llargmetratge fins 1995, quan va realitzar Antes de morir, pel·lícula policíaca que fou exhibida a La Cita de Biarritz el 1998.
Ha creat l'empresa Pablo de la Barra Estrategias Comunicacionales C.A, especialitzada en treballs per a cinema, ràdio i televisió on s'inclouen llargmetratges, sèries de televisió, espots publicitaris o documentals. No tornaria a dirigir fins 2013, quan va realitzar la comèdia de coproducció hispano-veneçolana La Ley.